# Силвер-Маунтин (Айдахо)
Сильвер-Маунтин (англ. Silver Mountain Resort) — горнолыжный курорт на северо-западе США, расположенный на севере штата Айдахо, к югу от города Келлогг в округе Шошоне. В январе 1968 года курорт открылся на Пике Варднер с названием «Jackass Ski Bowl», в 1973 году после смены владельца он был переименован в «Silverhorn», а летом 1989 года название было изменено на Сильвер-Маунтин («Silver Mountain»).

## История

### «Jackass Ski Bowl»
«Jackass Ski Bowl», расположенный недалеко от Варднера, был построен летом 1967 года на землях арендуемых у «Bunker Hill Mining Company». Горнолыжный курорт начал свою деятельность в январе 1968 года и первые сезоны были удачными, появились планы на расширение, а сезон 1971 года даже был продлен до середины мая. Но в следующие два года плохая погода вызвала финансовые трудности. После шестого сезона, активы были ликвидированы и в августе 1973 года, в Уоллесе, курорт был куплен компанией «Bunker Hill Co.» за 100100 долларов.

### Silverhorn
Лыжная база была реорганизована в горнолыжную зону с названием «Silverhorn» в 1973 году под управлением «Shoshone Recreation, Inc.», дочерней компании «Bunker Hill Co.». Названный в честь Зильберхорна в Бернских Альпах, он был выставлен на продажу в 1982 году и был приобретен городом Келлогг в 1984 году. Он работал только по выходным и в праздники в течение сезона 1986-87.
Падение цен на металлы в 1980 году в сочетании с экологическими проблемами вынудило многие шахты сократить производство. Вековые шахтные и металлургические комбинаты «Bunker Hill» окончательно закрылись в 1981 году.
В декабре 1987 года 100-й Конгресс США утвердил законопроект об ассигнованиях для Лесной службы США, в котором было включено 6,4 млн долларов США для строительства нового горнолыжного подъёмника от города Келлогг до «Silverhorn».

### Сильвер-Маунтин
25 апреля 1989 года была заложена земля для строительства гондольного подъёмника и горнолыжной деревни, дополнительных канатных дорог и других улучшений курорта.
Курорт был переименован в Сильвер-Маунтин в июле 1989 года. Открытие было в июне 1990 года, а для катания на лыжах в ноябре того года.
В 1996 году «Сильвер-Маунтин» был приобретён «Eagle Crest Partners», дочерней компанией корпорации «Jeld-Wen».
Осенью 2006 года на месте горного амфитеатра был построен парк для тюбинга. Крытый аквапарк («Silver Rapids») открылся в мае 2008 года.
В 2016 году «Jeld-Wen» продал курорт бизнесмену Трэгу Фортуну за 5 миллионов долларов.
7 января 2020 года лавина на Пике Варднера убила трех и ранила четверых человек.